# Pierina Carcelén
Pierina Carcelén Jerí (Lima, 24 de febrero de 1979) es una actriz  y exmodelo peruana.

## Carrera
Carcelén inició de joven su carrera como modelo y participó en el certamen Miss Hawaiian Tropic 2005, mismo año que laboró como modelo del programa de televisión Siempre Gisela, el cual duró poco tiempo al aire. En 2006, tuvo un corto rol en la serie Así es la vida, y posteriormente se desempeñó como instructora de pole dance. En 2008, estuvo en el grupo de bailarines peruanos que formaron parte de una escena del filme de Bollywood Enthiran (The Robot).
Durante el año 2009, Carcelén laboró en la serie de televisión Al fondo hay sitio como Liliana Morales.
En junio de 2010 ingresó a concursar al reality show de baile El gran show, donde obtuvo el séptimo puesto. También concursó en la tercera temporada de este llamado Reyes del show a fines del mismo año. A la par, tuvo el papel antagónico en la miniserie Matadoras.
En febrero de 2011 debutó en el teatro en la obra La doble inconstancia de Marivaux bajo la dirección de Roberto Ángeles; en mayo protagonizó la obra Anabella y Zina, junto a Elizabeth Muñoz, la cual también produjo; y seguidamente actuó en las obras Juguetes en fuga y Control. En televisión, participó en las miniseries Gamarra y las dos temporadas de Yo no me llamo Natacha.
En abril de 2012 estelarizó la obra Madrugada, donde caracterizó 8 personajes distintos. Finalizada la temporada actuó en la reposición de la obra infantil Juguetes en fuga.
A fines de 2012, asumió su primer papel protagónico en televisión, en la miniserie La reina de las carretillas de América Televisión.
En marzo de 2013, fue una de las varias personlidades en contra de la Consulta popular de revocatoria.

## Filmografía
| Cine       | Cine                                                            | Cine                                                                            | Cine | Cine   |
| Año        | Título                                                          | Personaje                                                                       | Notas | Ref.   |
| ---------- | --------------------------------------------------------------- | ------------------------------------------------------------------------------- | --- | ------ |
| 2010       | Enthiran (The Robot) o Enthiran (El Robot)                      | Miembro del grupo de bailarines peruanos                                        | Rol de Invitada Especial (Cameo)                                                                          |        |
| 2017       |                                                                 |                                                                                 | |        |
| Televisión |                                                                 |                                                                                 | |        |
| Año        | Título                                                          | Rol                                                                             | Notas | Ref.   |
| 2005       | Siempre Gisela                                                  | Ella misma                                                                      | Modelo |        |
| 2005–2006  | Así es la vida                                                  | Ángela Montes de Oca                                                            | Rol Secundario                                                                                            |        |
| 2009       | Al fondo hay sitio                                              | La secretaria Liliana Morales                                                   | Rol Principal                                                                                             |        |
| 2010       | Al fondo hay sitio                                              | La secretaria Liliana Morales                                                   | Material de archivo                                                                                       |        |
| 2016       | Al fondo hay sitio                                              | La secretaria Liliana Morales                                                   | Material de archivo                                                                                       |        |
| 2010       | Habacilar: Amigos y rivales                                     | Ella misma                                                                      | Concursante                                                                                               |        |
| 2010       | Matadoras                                                       | Leonora Podestá                                                                 | Rol Antagónico Principal                                                                                  |        |
| 2010       | El gran show                                                    | Ella misma                                                                      | Temporada 1 Concursante 7° Puesto (Quinta Eliminada)                                                      |        |
| 2010       | El gran show                                                    | Ella misma                                                                      | Reemplazó a Tilsa Lozano debido a que sufrió una lesión, desde la cuarta gala                             |        |
| 2010       | El gran show                                                    | Ella misma                                                                      | Temporada 2 Invitada Secuencia: "El desafío"                                                              |        |
| 2010       | Reyes del show                                                  | Ella misma                                                                      | Concursante 6° Puesto (Tercera Eliminada)                                                                 |        |
| 2010       | Reyes del show                                                  | Ella misma                                                                      | Reemplazó a Maricarmen Marín debido a que no podía concursar por motivos laborales, desde la primera gala |        |
| 2011       | Yo no me llamo Natacha                                          | Violeta                                                                         | Rol Antagónico Principal                                                                                  |        |
| 2011       | La Teletón Perú de 2011: Unámonos para cambiar pena por alegría | Ella misma                                                                      | Telefonista (Edición Especial)                                                                            |        |
| 2011–2012  | Gamarra                                                         | Paulina Fuentes Hernández                                                       | Rol Secundario                                                                                            |        |
| 2011–2012  | Yo no me llamo Natacha 2                                        | Violeta / Vda. de Dávila                                                        | Rol Antagónico Principal                                                                                  |        |
| 2012       | La Tayson, corazón rebelde                                      | Magaly                                                                          | Rol Recurrente                                                                                            |        |
| 2012       | El gran show: La edición especial                               | Ella misma                                                                      | Concursante 7° Puesto (Primera Eliminada) (Miembro del Equipo de Belén Estévez)                           |        |
| 2012–2013  | La reina de las carretillas                                     | Estrella Gutiérrez / Div. de Herrero / de Tapia / "La reina de las carretillas" | Rol Protagónico                                                                                           |        |
| 2013       | Derecho de familia                                              | Mónica Castro                                                                   | 1 Episodio                                                                                                |        |
| 2013       | Dos sapos, una reina                                            | Ella misma                                                                      | Presentadora Invitada                                                                                     |        |
| 2015       | Pulseras rojas                                                  | Vilma                                                                           | Rol Secundario                                                                                            |        |
| 2015       | Amor de madre                                                   | Clara Porras Quispe / de Hidalgo                                                | Rol Protagónico                                                                                           |        |
| 2015       | Amor de madre                                                   | Clara Porras Quispe / de Hidalgo                                                | Nominada a Mejor Actriz de TV por Premios Luces de El Comercio 2015                                       |        |
| 2016       | Mis tres Marias o Mis 3 Marías                                  | Laura Ramos de Rodríguez                                                        | Rol Secundario                                                                                            |        |
| 2016       | Amores que matan                                                | Madre de Pamela                                                                 | Rol Antagónico Principal Episodio: "Doble Traición"                                                       | [ 12 ] |
| 2017       | Mujercitas                                                      | Viviana García de Morales / Vda. de Morales                                     | Rol Protagónico                                                                                           |        |
| 2020       | Dos hermanas, unidas por el corazón                             | Ximena Berrospi León                                                            | Rol Secundario                                                                                            |        |
| 2021       | Dos hermanas, unidas por el corazón                             | Ximena Berrospi León                                                            | Rol Secundario                                                                                            |        |
| 2020       | La rosa de Guadalupe Perú                                       | Abril                                                                           | Protagonista (Episodio: «A la ligera»)                                                                    |        |
| 2025       | La rosa de Guadalupe Perú                                       | Elisa                                                                           | Protagonista (Episodio: «Dulce olor a rosas»)                                                             |        |
| 2020       | Mi vida sin ti                                                  | Amanda Castillo / Div. de Calderon / de Vargas                                  | Rol Protagónico                                                                                           |        |
| 2020       | Mi vida sin ti                                                  | Amanda Castillo / Div. de Calderon / de Vargas                                  | Nominada a Mejor Actriz de TV por Premios Luces de El Comercio 2020                                       |        |
| Teatro     |                                                                 |                                                                                 | |        |
| Año        | Título                                                          | Rol                                                                             | Notas | Ref.   |
| 2011       | La doble inconstancia                                           | Lissette                                                                        | Teatro: Centro Cultural PUCP Dirección: Roberto Ángeles                                                   |        |
| 2011       | Juguetes en fuga                                                | Claudia                                                                         | |        |
| 2011       | Anabella y Zina                                                 | Zina                                                                            | Rol Principal (También Productora) Teatro: Teatro de la Alianza Francesa                                  |        |
| 2011       | Control                                                         | Intérprete                                                                      | Teatro: Auditorio Icpna de Miraflores                                                                     |        |
| 2012       | Madrugada                                                       | Varios Roles                                                                    | Teatro: Auditorio AFP Integra del MALI                                                                    |        |
| 2012–2013  | Juguetes en fuga (Reposición)                                   | Claudia                                                                         | 2 temporadas                                                                                              |        |

## Eventos

### Certámenes de belleza
- El Miss Hawaiian Tropic 2005 (2005) como Modelo.

## Premios y nominaciones
| Año  | Premio                       | Categoría          | Trabajo        | Resultado | Ref.   |
| ---- | ---------------------------- | ------------------ | -------------- | --------- | ------ |
| 2015 | Premios Luces de El Comercio | Mejor Actriz de TV | Amor de madre  | Nominada  | [ 13 ] |
| 2020 | Premios Luces de El Comercio | Mejor Actriz de TV | Mi vida sin ti | Nominada  | [ 14 ] |